# Cotova
Baroncea è un comune della Moldavia situato nel distretto di Drochia di 3.569 abitanti al censimento del 2004

## Località
Il comune è formato dall'insieme delle seguenti località (popolazione 2004):
- Cotova (3.016 abitanti)
- Măcăreuca (553 abitanti)